# به‌صف‌کشی مارسی
به‌صف‌کشی مارسی به اخراج سیستماتیک یهودیان مارسی ساکن در بندر قدیمی این شهر گفته می‌شود که میان ۲۲ تا ۲۴ ژانویه ۱۹۴۳ و تحت رژیم ویشی در زمان اشغال فرانسه توسط آلمان صورت گرفت.
در این عملیات که با کمک پلیس فرانسه و با رهبری رنه بوسکه انجام شد، آلمانی‌ها برای دستگیری یهودیان حمله ای ترتیب دادند و در طی آن پلیس اسناد هویتی ۴۰ هزار نفر را بررسی کرد و ۲۰۰۰ یهودی ابتدا به فرژوس، و سپس پیش از فرستاده شدن به اردوگاه‌های مرگ ابتدا به اردوگاه روآیالیو-کومپین در نزدیکی کومپین، در ناحیهٔ شمالی فرانسه و سپس به اردوگاه توقیفی درانسی فرستاده شدند. این عملیات همچنین شامل جابجایی ساکنان یک محله کام (با ۳۰٬۰۰۰ نفر جمعیت) پیش از نابودی آن بود. منطقه ۱ واقع در بندر قدیمی، به دلیل خیابانهای کوچک، پر دست‌انداز و خمیده‌اش توسط آلمانها «لانه خرابکاران» لقب گرفته بود؛ به همین دلیل، کارل اوبرگ، رهبر اس‌اس و مسئول پلیس آلمان در فرانسه، از پاریس به مارسی سفر کرد تا بشخصه دستوراهای رسیده از هیملر را به بوسکه انتقال دهد. این عملیان از جمله موارد قابل توجه از همکاری میان پلیس فرانسه و اشغالگران آلمانی به‌شمار می‌رود.